# Parantica lucida
Parantica lucida är en fjärilsart som beskrevs av Hans Fruhstorfer 1899. Parantica lucida ingår i släktet Parantica och familjen praktfjärilar. Inga underarter finns listade i Catalogue of Life.